# Арбеково (разъезд)
Арбе́ково — железнодорожный разъезд Пензенского региона Куйбышевской железной дороги. Расположен на линии Пенза — Ряжск, в Октябрьском районе города Пенза.

## Пригородное следование
| № поезда | Маршрут движения    | № поезда | Маршрут движения    |
| -------- | ------------------- | -------- | ------------------- |
| 6110     | Пенза I — Пачелма   | 6115     | Пачелма — Пенза I   |
| 6113     | Пенза I — Пачелма   | 6114     | Пачелма — Пенза I   |
| 6111     | Пенза I — Белинская | 6112     | Белинская — Пенза I |

## Деятельность
- Посадка и высадка на поезда местного и пригороднего сообщения.[2]

## История
Разъезд открыт в связи со строительством Сызранско-Вяземской железной дороги в 1891 году, при разъезде образован посёлок, который вошёл в Ленинский район города Пенза.